# 1. deild kvenna 1977
La 1. deild kvenna 1977 (islandese: 1ª divisione femminile), è stata la 6ª edizione della massima divisione del campionato islandese femminile di calcio.

## Stagione

### Formula
Girone unico all'italiana con gare di andata/ritorno a specchio, ma non sono ancora previste retrocessioni in una categoria inferiore.

## Girone unico

### Classifica finale
|                    | Pos. | Squadra          | Pt | G  | V | N | P | GF | GS | DR  |
| ------------------ | ---- | ---------------- | -- | -- | - | - | - | -- | -- | --- |
| Islanda (bandiera) | 1.   | Breiðablik       | 16 | 10 | 7 | 2 | 1 | 40 | 7  | +33 |
|                    | 2.   | Fram Reykjavík   | 15 | 10 | 7 | 1 | 2 | 33 | 11 | +22 |
|                    | 3.   | Valur            | 14 | 10 | 6 | 2 | 2 | 28 | 6  | +22 |
|                    | 4.   | FH Hafnarfjarðar | 11 | 10 | 5 | 1 | 4 | 26 | 11 | +15 |
|                    | 5.   | Víðir            | 3  | 10 | 1 | 1 | 8 | 6  | 43 | -37 |
|                    | 6.   | Keflavík         | 1  | 10 | 0 | 1 | 9 | 3  | 58 | -55 |

Legenda:
      Campione d'Islanda.
Note:
Due punti a vittoria, uno a pareggio, zero a sconfitta.
A parità di punti squadre classificate con la differenza reti.
Spareggio in caso di pari punti in zona promozione e retrocessione.

### Risultati

#### Calendario
| Andata (1ª) | Andata (1ª) | Prima giornata            | Ritorno (6ª) | Ritorno (6ª) |
|             |             |                           |              |              |
| 22 mag.     | 0-10        | Keflavík-FH Hafnarfjörður | 0-9          | 26 lug.      |
| 22 mag.     | 0-4         | Víðir-Valur               | 0-6          | 26 lug.      |
| 25 mag.     | 3-2         | Fram Reykjavík-Breiðablik | 0-2          | 28 lug.      |

| Andata (2ª) | Andata (2ª) | Seconda giornata            | Ritorno (7ª) | Ritorno (7ª) |
|             |             |                             |              |              |
| 1 giu.      | 1-1         | Keflavík-Víðir              | 0-1          | 1 lug.       |
| 2 giu.      | 1-1         | FH Hafnarfjörður-Breiðablik | 0-2          | 1 lug.       |
| 2 giu.      | 3-0         | Valur-Fram Reykjavík        | 0-0          | 1 lug.       |

| Andata (3ª) | Andata (3ª) | Terza giornata          | Ritorno (8ª) | Ritorno (8ª) |
|             |             |                         |              |              |
| 5 giu.      | 1-3         | Víðir-FH Hafnarfjörður  | 0-3          | 10 lug.      |
| 6 giu.      | 2-2         | Breiðablik-Valur        | 1-0          | 11 lug.      |
| 7 giu.      | 4-0         | Fram Reykjavík-Keflavík | 7-1          | 13 lug.      |

| Andata (4ª) | Andata (4ª) | Quarta giornata        | Ritorno (9ª) | Ritorno (9ª) |
|             |             |                        |              |              |
| 12 giu.     | 0-8         | Keflavík-Breiðablik    | 0-7          | 18 lug.      |
| 12 giu.     | 2-6         | Víðir-Fram Reykjavík   | 0-8          | 16 lug.      |
| 15 giu.     | 1-2         | FH Hafnarfjörður-Valur | 1-0          | 18 lug.      |

| \| Andata (5ª) \| Andata (5ª) \| Quinta giornata \| Ritorno (10ª) \| Ritorno (10ª) \| \| \| \| \| \| \| \| 19 giu. \| 4-0 \| Valur-Keflavík \| 7-1 \| 22 lug. \| \| 20 giu. \| 1-0 \| Fram Reykjavík-FH Hafnarfjörður \| 4-1 \| 25 lug. \| \| 20 giu. \| 9-1 \| Breiðablik-Víðir \| 6-0 \| 24 lug. \| |             |                                 |               |               |
| Andata (5ª) | Andata (5ª) | Quinta giornata                 | Ritorno (10ª) | Ritorno (10ª) |
| |             |                                 |               |               |
| 19 giu. | 4-0         | Valur-Keflavík                  | 7-1           | 22 lug.       |
| 20 giu. | 1-0         | Fram Reykjavík-FH Hafnarfjörður | 4-1           | 25 lug.       |
| 20 giu. | 9-1         | Breiðablik-Víðir                | 6-0           | 24 lug.       |